# ノー・ガンズ・ライフ
『ノー・ガンズ・ライフ』（NO GUNS LIFE）は、カラスマタスクによる日本の漫画。『ウルトラジャンプ』（集英社）2013年8月号に掲載後、2014年4・5月号に読み切りとして再掲載を経て、同年10月号から2021年10月号まで連載された。

## あらすじ
身体の一部を機械化し、機能拡張した人間「拡張者（エクステンド）」と生身の人間が共存する社会。とあるスラム街で、頭部に巨大なリボルバーを持つ男・乾十三（いぬい じゅうぞう）は、問題を起こした「拡張者」の処理を生業としている。ある日、十三は誘拐犯として警備局に追われる全身拡張者の男性から子供の保護の依頼を受けるも、ベリューレン社からの追手に保護を依頼された子供を奪われてしまう。しかし、ベリューレン社から真の依頼人である少年・荒吐鉄朗（あらはばき てつろう）を奪還したため、ベリューレン社と敵対することとなる。

## 登場人物
声の項はテレビアニメ版の声優。

### 主要人物
乾 十三（いぬい じゅうぞう）
声 - 諏訪部順一
主人公の男性。身長は6.6フィート（約201cm）前後。全身を機械化した過剰拡張者。頭部の巨大なリボルバーを始め、「GSU（ガンスレイブユニット）」と呼ばれる兵装を持つ13人の内の1人。拡張者絡みの問題を解決する「処理屋」として「乾相談所」を開き、生業としている。趣味は部屋の掃除。
拡張手術を受ける前の記憶を失っており、兵器として動いていた過去の自分を気にしている。頭の銃の引き金を触られることを極端に嫌っている。また、性的な事柄や顔が濡れること（錆の原因になるため）や子供も苦手で、このような事態に直面すると激しく取り乱す一面もある。
終戦直後、解体命令を拒否し反乱を起こしたGSUたちの殺害を命令され、仲間を殺させることを躊躇ったハントに代わり自身の意思で殺害を実行した結果精神的ショックから暴走。友軍ごと都市を壊滅させたという過去があり、その非道な行いにより彼や他のGSUを深く知る者からは「同胞殺しの十三番機」と蔑称を付けられている。
戦闘方法は主に徒手空拳で、手のリボルバーに仕込まれた炸薬を用いての正拳突きヒュンケ・ファウストを必殺技とする。
GSUとしての固有形態は重機のような右腕「局地戦用弾劾形態」。
硫黄を倒した後に水素の「二重ハッキング能力・庚申蟲・偽式」によって暴走させられ行方をくらます。だが、その暴走はオネストの支配から逃れるためであり、オネストを止めるための依頼によるものだった。セブンによって正気を取り戻しオネストを倒した。最終話以降も「乾相談所」を続けていく。
荒吐 鉄朗（あらはばき てつろう）
声 - 山下大輝
少年。身長は4.7フィート（約143cm）前後。ベリューレン社CEOの荒吐総一郎の息子。拡張体遠隔操作装置「ハルモニエ」を使用できる。年齢は13歳。元々は健常者であったが「ハルモニエ」との適合率を上げるため、手足の腱を切られ、声帯を潰されてしまっていた。CEOの息子ではあるものの、「ハルモニエ」を無理矢理埋め込まれ、人体実験の被験体にされた。
メアリーによって両足に簡易的な拡張手術を受けたことにより、手足を動かせるようになる。「ハルモニエ」と密接に繋がっている喉は、メアリーですら手を加えることができずに声を出すことができなかったが、後にヴィクターによって行われた拡張手術によって声が出せるようになった。
｢ハルモニエ｣は操る拡張体との共鳴の割合によっては、鉄朗の生身の肉体にも影響を及ぼす。
終盤で凜子を失い、これ以上犠牲者を出さないために凜子の並列型補助脳を受け継ぐ。最終話ではCEOに就任した。
メアリー・シュタインベルグ
声 - 沼倉愛美
拡張技師である少女。身長は4.9フィート（約149cm）前後。十三とは昔馴染み。短時間で拡張義肢を取り外すなど、並外れた技術を持つ。性格・口調ともにさばけているが、十三を何かと目をかける面倒見の良さや、高い技術力で直しながらも他の修理屋よりも料金を安くする優しさを持っている。バストサイズはC寄りのB。
メガアームド斎の一件以降、乾相談所に引っ越してきた。鉄朗の足を将来的に自力で動かせるように、簡易的な拡張処理を施している。だが、鉄朗がどうしてもというならばっさり切って拡張体を付けてあげるとも言っている。
拡張技師になった理由は、拡張技師をしていれば優れた技師であった兄ヴィクターと再会できるかもと思ったためである。最終話では医師となる。

### 復興庁
オリビエ・ファンデベルメ
声 - 日笠陽子
復興庁拡張者対策局（EMS）局長の女性。十三とは顔馴染みであり、十三の起こした問題を揉み消す度に十三に言うことを聞かせる取り決めをしている。士官学校を首席で合格している。父親は軍警察に勤めていた。頻繁に開封している缶詰めは強烈な臭いを発するものであり、自身も臭いと思ってはいるもののストレス発散の目的で開けている。その缶詰めは亡き父親がおみやげに買ってきてくれると約束していた物である。最終話では「乾相談所」との協力関係にあり、違法なGCUを探し出すことを依頼した。
クローネン・フォン・ヴォルフ
声 - 内田夕夜
オリビエの部下の眼鏡をかけた男性。役職は実行部隊の班長。「針」で拡張体の動力伝達系などの場所を針で射抜くことで物理的に干渉して動きを制限させることができる。そのため拡張者を拘束するなどの任務に就く。
年代物の愛車を傷つけられることを極端に嫌う。最終決戦では「職務」として狙われている鉄朗たちを逃がす。
アヴィ・コーボ
声 - 加藤将之
男性。公安3課。EMS局長代理。ヴィクターを逮捕しようとしていた。拡張処理を施しており、ロレンチーニ器官を元にした物を表皮に埋めてあるため、敵の動きを見切り攻撃を避けるのを得意としている。
ヴァイオレット・ヴァレンタイン
アルカバシリ島全域にわたる拡張者専用収容所（ヴンダーベンダー）所長。ラーゲルシュテット・ヴァレンタインの三女で復興庁幹部組織「九識宿禰」の一人。目は見えていないが伊達眼鏡をしている。オリビエとは士官学校時代の同期で彼女のこととなるとマゾヒストも同然になるほど敬愛している。
自身の立場を利用して違法拡張体を蒐集している。自身の蒐集物を保管する「驚異の部屋」に十三を通し、彼と荒吐真赭の勝者にヴィクターを譲渡すると提案する。だが、実際は譲る気など無くEMSの監査が入るのを知ると荒吐真赭にヴィクターの提供と引換にベリューレン社による自身の身柄の保護を要求する。硫黄の襲撃後は管理局に連行され、保管庫所長の任を剥奪される。
メレル・ダッチ
国防局情報部職員。性格は潔癖症。シルバによる毒ガスの拡散を止めるよう十三に依頼する。

### ベリューレン社
カレン
声 - 上田麗奈
修道服を着た女性。ペッパーの妹。右目を視覚拡張しており、銃を用いた戦闘を得意としている。正確な射撃だけでなく、跳弾を狙った場所に撃ち込む腕前を持つ。使用する銃はシリンダーと銃口が2つあるもの。
清楚なシスターと偽り十三に近づいて鉄朗を保護しようとするものの、十三に本性を看破されたことで、問答無用で鉄朗を回収しようと戦闘を始める。鉄朗を回収後に列車によって施設に帰還する際に再度十三に妨害を受けてしまい、対拡張用の銃弾を十三に放つが効かず、首の補助脳に手刀を受けて意識を失った。
ヒュー・カニンガム
声 - 上田燿司
十三との交渉に現れた肥満体の男性。32歳。地位は保安部長。
鉄朗を匿う十三の情報を調べ上げており、手始めとして十三の愛用する銘柄のタバコを街中からかき集めるなど、ベリューレン社の力の一端を見せた。そして薬が切れて上手く体の動かない十三を前に「薬が切れただけでこの在り様、やはり拡張者にはなりたくない」と言っている。
セブンとペッパーが街で大暴れした件で、処分を受けるのを恐れて九星窟に逃げ込んで物乞いをしていた。硫黄の死後は凜子を保護して凜子から「いい人」と呼ばれるが本人は否定した。家族を取り戻すための取引で凜子を売ろうとして用済みとして殺されそうになるが凜子にかばわれる。本心で凜子を守ろうとするが射殺される。
アン
声 - 石上静香
少女。エンデの暴走を防ぐための制御装置として行動を共にする。カニンガムから鉄朗を誘き出すため、エンデとともに九星窟で拡張者の子供を襲って拡張体である手足を引きちぎる行為を行っていた。鉄朗を誘き出せさえすれば、施設に戻ってエンデの体を元に戻してくれるという約束で行っていた。
無理矢理に暴走させられたエンデの攻撃を受け、致命傷を負うも死ぬ直前に鉄朗にエンデを救って欲しいと願い、エンデに謝罪の言葉を残し死亡する。
エンデ
声 - 石見舞菜香
少女。普段は人型だが、拡張体の力を解放するとクモのような巨大な姿となる。無理な拡張手術によって自身で制御しきれていないため、心の拠り所であるアンと行動を共にする。
カニンガムによって薬を打ち込まれて暴走したものの、度重なる戦闘で満身創痍な十三がその頭部の銃で撃つように鉄朗に指示して、拡張体だけを撃ち抜かれて止められている。その後メアリーに治療を受けた。
ペッパー
声 - 水瀬いのり
ベリューレン社お抱えの処理屋の女性。カレンの姉。顔に右上から左下にかけて傷跡がある。好きなものは本。硝煙の匂いが苦手で、そのわけは｢鼻水が止まらなくなるから｣。セブンの相棒のハンズであり、カニンガムの命令でセブンと共にメガアームド斎を殺害した。
十三を自身の物にしようと狙っており、乾相談所に押し掛けて十三を倒そうとした。顔の傷跡はセブンとの初対面の際暴走している彼につけられたものである。その際刺激を求めセブンを自分の物にしたい願望が芽生え以降にセブンと共に行動するようになる。セブン敗北後は復興庁に囚われるがセブンとオリビエの取引により釈放され、最終話では十三と同じ処理屋を続け、「乾相談所」とはライバル関係に至る。
セブン
声 - 三瓶由布子
GSUを持つ拡張者の男性。気が弱く、ペッパーに振り回されている。頭の銃のデザインはデザートイーグル。薬は飴で摂取している。
十三との戦闘で敗北し、ペッパーの言いなりではなく自分の意志で、ペッパーを守るように十三に頼んでいる。その後ベリューレンによって回収された。その後はベリューレンを抜け、オリビエ、テオドールと合流して暴走した十三を捜索する。オリビエに囚われのペッパーを救う取引で鉄朗側につく。最終話以降ペッパーと共に処理屋を続け「乾相談所」とはライバル関係に至る。
マチルダ / イメルダ
声 - 西田望見（マチルダ）、杉山里穂（イメルダ）
ベリューレン社上層部の秘書。二人とも女性の拡張者で、お互いよく似た容姿をしている。鉄朗たちの命を狙っていたが、最終話では自身の役目としてCEOに就任した鉄朗に従う。
オネスト
声 - 根谷美智子
ベリューレン社COO（最高執行責任者）。根（ヴルツェル）と呼ばれる同社創設者の一人。ベリューレン社の最上階に存在する巨大な像の顔にある複数の顔の内、右下側の顔。
その正体は荒吐総一朗の実の母親。息子の死が原因で歪み戦争に加担するようになってしまう。肉体は滅んでおり、意識は大脳に移植されている。最後は拡張体を手にして正気を取り戻した十三に倒された。
ストレンジ
声 - 上別府仁資
ベリューレン社CSO（最高保安責任者）。根と呼ばれる同社創設者の一人。巨大な像の左下側の顔。
ドリーミー
声 - 槙野旦
ベリューレン社CTO（最高技術責任者）。根と呼ばれる同社創設者の一人。
ティミッド
声 - 拝真之介
ベリューレン社CMO（最高経営責任者）。根と呼ばれる同社創設者の一人。
荒吐 総一朗（あらはばき そういちろう）
鉄朗の父親。ベリューレン社CEO。オネストの管理下にあるとされる。
ベリューレン社に属していても姿を見たことがなく、幹部であったカニンガムでさえ声を聞いたことがない。鉄朗の「原盤」のハルモニエの最初の適合者だった噂もある。正体はオネストの実の息子であり、生まれつき声が出ず拡張機能によって助かったもののそれが原因で起こった戦争に巻き込まれ死亡する。
荒吐 硫黄（あらはばき いおう）
鉄朗のデータを基に改良された複写型の適合者「アラハバキシリーズ」の一人で、終盤で総一朗の複製であることが明かされる。複数の拡張体を同時に操作できる。十三のかつての相棒であるハント・ゲレングと名乗っていた男と顔が瓜二つ。
ハルモニエによる拡張体の持続力、ハッキング能力や操作制度において鉄朗を越えている。鉄朗を倒すことで自分の存在意義を見出だしている。並列型補助脳を強奪するためにオリビエたちに奇襲を仕掛けるが十三と交戦し撤退する。自身の生を実感するためにオリジナルに近い水素の殺害を目的として凜子を利用しベリューレンを裏切る。凜子を助けに来た鉄朗と交戦し鉄朗に真実を話す。ベリューレンを倒すことに協力することを持ち掛けられるが応じず、後に十三と戦い敗北した。ハルモニエを使おうとしたが水素に止められて傷が元で息絶える。
荒吐 水素（あらはばき すいそ） / ハント・ゲレング
声 - 子安武人
アラハバキシリーズの最初の作品。その正体は十三のかつての相棒のハント・ゲレングだった。総一朗の息子で鉄朗の実兄。兄弟である硫黄の始末を十三に依頼する。硫黄の死後は十三に「二重ハッキング能力・庚申蟲・偽式」を使い暴走させて街に混乱を起こさせようとする。半年後にはEMSの新局長に就任した。その後オネストを倒そうとしたが敗北し自身にオネストの疑似人格プログラムを転写される。
実際は十三を暴走させるのはオネストの支配から逃すためであり、事前にオネストを止めるように依頼していた。
荒吐 炭造（あらはばき たんぞう）
アラハバキシリーズの一人の男性。ヴィクターと交戦するも敗北し操作体を全損させた。
荒吐 辰砂（あらはばき しんしゃ）
アラハバキシリーズの一人の少女。専用操作体は「庚申虫（こうしんちゅう）」。
拡張体の操作は非常に巧みだがシリーズの中で最も非力。敗北した真赭の操作体を動かしヴィクターと交戦する。
荒吐 烏金（あらはばき うきん）
アラハバキシリーズの一人。
荒吐 酸座（あらはばき さんざ）
アラハバキシリーズの一人。帰社しない凛子に激昂し凛子を殺してでも並立型補助脳を奪おうとするが、裏切った硫黄と交戦し敗北した。
荒吐 真赭（あらはばき まそお）
アラハバキシリーズの一人である少女。専用操作体は拡張体換装鎧化システムである「同功繭（どうこうけん）」。
ベリューレン社特使としてヴィクターの身柄の譲渡を要求しにヴンダーベンダーに出現、「驚異の部屋」にて十三とヴィクターの譲渡を巡って交戦するも敗北した。
トゥエルブ
声 - 立木文彦
GSUの13人の内の一人。頭部はガトリングガン。戦時中に十三と会ったことがあり、十三のことを同じGSUという理由から｢兄弟｣と親しく呼んでいた。
後にGSUの破壊を命じられた十三によって、ファイブ（声 - 浜添伸也）などの他のGSUと破壊されたかに思われていたが、拡張体のほとんどを失っていながらも生存していた。そのような姿になりつつもヴァイオレットの良き話相手となっていた。
GSUの固有形態は、背面に装備する計10個の推進器「広域近接攻撃特化形態」であり、GSUの中で最高の機動力を持つ。

### 拡張者
ヘイデン・ゴンドリー
声 - 伊丸岡篤
元軍人の全身拡張者の男性。15年前に最初期の拡張手術を受けている。終戦直前に突然暴走を始め、自軍兵士を殺害した。拘束するまでに多くの犠牲者を出したがEMS（の前身である軍警察）により拘束され10年間幽閉されていた。だが、移送中に脱走し行方をくらましながらも自身の所属していた部隊のメンバーを殺していた。
実はペッパーによって操られていた。
メガアームド斎時定（メカアームドさい ときさだ）
声 - 堀内賢雄
初の全身拡張者と言われる男性。戦時中、拡張技術発展に貢献し、その結果戦争を勝利に導いた立役者として｢英雄｣と呼ばれている。斎コープ会長であり、拡張者向けの食品販売を行っている。
拡張技術実験部隊「ティンダロス（不可視の獣）」の5人の内の1人であり、十三の拡張体もその実験データが基になっている。手足などに障害を負っている物たちに勇気を与えるためのパフォーマンスとして、空砲ではあるものの左手に内蔵されたリボルバーでヒュンケ・ファウストを放っている。それだけでなく、肘にはガトリングガンが内蔵されている。
10年前の大量殺人の真犯人であり、十三に敗れた後、護送中にペッパー&セブンの手により抹殺された。報道では老朽化した橋脚の崩落に巻き込まれ死亡したことになっている。
コルト
声 - 古川慎
移民の少年。家族を養うために違法拡張手術を受けて建設現場で働いている。メアリーとは薬が切れて倒れているところを半年前に助けてもらっており、拡張体の負荷を抑える処置をしてもらっていた。母親と妹2人（声 - 神戸光歩、長谷川育美）の4人家族。
妹らを養う金を作るためスピッツベルゲンの依頼を承諾し、薬を手に入れるためメアリーから薬を盗んだ。ベリューレン社役員の暗殺計画を実行に移す。
ヴィクター・シュタインベルグ
声 - 興津和幸
メアリーの兄。スピッツベルゲンの実行部隊の一人。拡張技師でもあったため拡張体に詳しく、相手の気付かない速さで分解できることから「解体者」の二つ名を持つ。
優しく自分を犠牲にして誰かの役に立とうとする性格であったとメアリーは評する。
元はメアリーと共に孤児でエメットという整備士に拾われた。拡張技術に興味を抱いたころから店を継がせようとしていたエメットと対立、暫くしてメアリーの前から姿を消した。その半年後に手紙で「従軍技師として戦場にいる」という内容を最後に音信不通であった。
以前、十三の専属技師をしていたこともあり、十三にメアリーの護衛を依頼をしていた。
レフティ
手だけの拡張者。ローサを常に守っていた。並列型補助脳が操るヴィクターの意識が無くなった際、体を乗っ取られたヴィクターがレフティや発声装置を用いて十三らに真実を告げた。
並列型補助脳が操るヴィクター
戦場の悲惨な光景で脳にダメージを受けたヴィクターに代わり、並列型補助脳が彼の体を操っていた姿。
ヴィクターいわく、自身が生み出した影。
ジョン・ポッドパイ
声 - 青山穣
画像解析が可能な目を持つ老人。警備局分析官だったが性的欲求のために解雇された。
その透視ができる目を使い、世の男性のためという理由で女性の下着姿の写真を撮っていた。十三に脅されて透視による行為を止めた模様。
エドムント・ベーカー / テオドール
声 - 小西克幸
エマの現夫の全身拡張者。半年ほど前から様子がおかしくなり、エマにやらなくてはならないことがあると告げて姿を消した。
かつては「ハンズ」であり、十三をかつての相棒・ファイブと勘違いして、倒すために腕に違法拡張の武器を装備して十三と戦う。その後、十三がファイブではないことに気づき、矛を納めた。ファイブの居場所を十三に聞き、ファイブが十三によって殺されていることを知った。
エドムントを名乗っていたが実際はテオドールであった。
最終決戦ではオリビエとセブンと合流し暴走した十三を探しに行く。暴走した十三と戦うが敗北する。その後は登場せず消息は不明。
ジャスティン
リジーの親友。右肩に「跳」という字の入れ墨を入れている。昔、リジーとは走り幅跳びの記録を競い合う間柄だった。
テロに遭い両足を失い拡張者となったが、公式大会への出場資格を剥奪されて姿を消していた。リジーと再会して説得されて和解した。
店では「アンジー」という名前で働いている。
斑目 右弦（まだらめ うげん） / 左弦（さげん）
双子の兄弟の拡張者。右弦が兄で、左弦が弟。拡張者の違法売春宿の経営者である。元々は九星会のメンバーだったが、組を抜けた際に顧客名簿を盗んでいる。
鉄朗と凛子のハルモニエに敗北し最後はEMSに連行された。
荒吐 凛子（あらはばき りんこ）
声 - 千本木彩花
左目の下に泣きぼくろのある少女。孤児であり、人体実験で「ハルモニエ」を埋め込まれている。鉄朗とは違い、拡張者の全身を操ることはできないが、体の一部は操ることができる。
以前、鉄朗をベリューレン社の施設から逃がした。
後に自身も施設から脱走して鉄朗と再会するが、その後ベリューレン社に拘束される。硫黄に救い出され、硫黄から目的のために利用された。硫黄の死後はカニンガムに保護されていたがカニンガムは裏切り凜子を売ろうとするもカニンガムの家族を取り戻したい本心を知って彼をかばい致命傷を負う。駆けつけた鉄朗に看取られて「家族でいたかった」と呟き息絶える。
ブラッド・リー
EXTRA2に登場したコウモリのような拡張者。通称「蝙蝠伯」。金のために子供たちを誘拐し、クリスに情報の口止め料をネタに脅迫している。超高性能広域集音装置「ヴァンプ・イヤー」による超音波攻撃を使い十三を苦しめる。水を使い十三を錆びさせようとするが、それを逆手に取られた攻撃で敗北する。世界を支配し「音に彩られし王国（ブラッドキングダム）」という国家を創ることが目的と自称しているが、実際は元の体に戻るために金を求めている。後に本編にも登場し、情報屋を営んでおり、鉄朗から暴走して行方をくらませた十三の居場所を要求される。

### スピッツベルゲン
アンディ・ウォシャウスキー
声 - 糸博
生まれつき両足が不自由な、車椅子に座った老人。かつてベリューレンと共に拡張技術の基礎を作った人物。現在は車椅子に繋がった生命維持装置のお陰で辛うじて外出できている。
｢生きる｣ための研究だったはずの技術が、年月が経つにつれて目的が変わるベリューレンと袂を分かち、逃げ出しており、外部から監視して世間に呼び掛けるためにスピッツベルゲンを組織している。
GSUの設計者で、十三の製造行程のすべてに関わっており、他の12体のGSUには組み込まれていない設定を知っている。
鉄朗と戦っていたが、ペッパーに殺害された。
功木（くぬぎ）
声 - 櫻井孝宏
スピッツベルゲンのメンバーの男性。クローネンとは同門であり、クローネンとは違って銃弾に仕込んだ「針」を用いて拡張者の動きを阻害する。
島津 翠嵐（しまづ すいらん）
声 - 藤原貴弘、石井未紗（本体）
スピッツベルゲンのメンバー。一人称は｢儂｣。生身の人体に対拡張者戦用のスーツを着用し、十三を相手に圧倒的な戦闘力を見せる。
功木に「針」を打たれて活性化された際に、実は女性だということが判明し、十三をうろたえさせた。戦いの後は改心し乾相談所で居候をする。料理が得意で自作の「儂弁当」は十三たちにも評判がいい。
帰還拡張者が起こした犯罪によって、愛した男性を亡くしている。スピッツベルゲンの一員として人を傷つけたことに罪悪感を覚え拡張者になることを拒んでいたが、十三の説得により立ち直り男性と付き合っていたころの自分に戻りたいと願うようになる。最終決戦では鉄朗とメアリーをかばい戦場に残った。消息不明だったが最終話で「乾相談所」に帰ってきた。
サリシャガン
声 - 相馬康一
スピッツベルゲンの仲介人。

### その他
クリスティーナ松崎（クリスティーナ まつざき）
声 - 江原正士
「乾相談所」のあるビルのオーナー。オネエであり、来訪してきた鉄朗が可愛かったために顔中にキスをするなどのスキンシップをしている。
十三を鍋パーティーに誘うなどしている。
スカーレット・ゴズリング
声 - 高野麻里佳
十三行きつけの床屋の娘。優しい性格で十三に惚れている。父親には「キャリー」という愛称で呼ばれている。父親の仕事を手伝ってはいるが、髪を切らせてはもらえておらず補佐をしている。十三のコートが破れた際には、裁縫をして繕っており、可愛らしいアップリケをつけている。ポッドパイに下着姿などを透視されたものの、十三に十分懲らしめられた彼を許して警察には付き出したりはしなかった。
ダニー・ヨー
声 - 三木眞一郎
検察局勤務の男性。十三に｢拡張体の亡霊｣からローサを護衛してほしいと依頼する。職務で主に担当しているのは拡張者の犯罪の立件。ジョージのことを親友と呼んでいる。
以前、入手したデータを持ち妻子と共に亡命しようとしていたジョージとその妻を、自動車事故に見せかけて殺害していた。
ローサ・マクマホン
声 - 瀬戸麻沙美
ダニーの同僚であるジョージ・マクマホンの娘。先日、両親と車で移動中に事故に遭い、その事故で両親と彼女自身は左足の膝から先を失っている。それからというもの、不振な出来事が彼女の周囲で頻発しており、彼女の住む屋敷の使用人はそれを気味悪がって全員辞めている。失った左足に拡張処理を施す気はない。
拡張者の亡霊の存在を信じており、常に誰かに見られていると感じていた。そのため拡張者を見るだけで恐怖に震えている。後にメアリーから足に拡張処理をしてもらい、復興庁に所属する。ジョージのような検察官になることを夢に持つ。
エメット
整備士の男性。幼かったヴィクターとメアリーの兄妹を引き取っている。手先が器用であったヴィクターを跡継ぎに考えていたが、ヴィクターが拡張技術に興味を抱いたころから対立し始める。
やがて生活も荒み出し、メアリーに暴力を振るっていたが、ヴィクターが姿を消す直前に首を吊って死んでいた。
エマ・クルツ
声 - 遠藤綾
十三に夫の捜索を依頼をしてきた未亡人。思い詰めると発作的に自殺しようとする癖がある。2年前、当時の夫テオドールを失って自殺しようとした際、現夫であるエドムントに救出された。
エリザベス・ホアン（黄）
通称リジー。九星会のホアン（声 - 間宮康弘）の娘。十三にジャスティンの捜索を依頼する。プライドが高く自分より強いジャスティンをライバル視して追いかけてきたが足を拡張体にしたジャスティンに対し正々堂々と戦えないことに絶望する。鉄朗の協力でジャスティンと再会し、ジャスティンに本心を訴え連れ戻そうとするが落下しそうになりジャスティンと十三に救われ後に和解した。
ガーネット・ホッパー
5日前に父を事故で亡くした少女。心臓が悪く、成長に合わせて心臓拡張をしている。父・ブランドン・ホッパーの死因を調べることを十三に依頼する。
グウィネス
アミュレット拡張体保険の調査員。十三と共にブランドンの死についての調査をする。だがその正体はブランドンを殺した張本人で、ガーネットへの保険金のために自殺ができないブランドンを毒殺していた。弱者の上に成り立つ世の中に絶望して自殺する。
ゴースト
グウィネスと同じアミュレット拡張体保険の調査員。
シュバルツ主水（シュバルツもんど）
闇市・黒士街の長。玄蕃の情報を十三に伝える。
玄蕃（げんば）
黒士街の拡張医師。詐欺まがいな医療をしている。黒士街で掟を破ったために牢に収監されていたが、脱獄し十三たちから逃走する。ブランドンを殺害した犯人と思われていたが潔白だった。
荒吐 鉄朗（偽物）
荒吐鉄朗を名乗る少年。孤児であり、本名も親も存在せず、鉄朗の名を騙り好き放題していた。本物の鉄朗と和解してからは彼を「兄貴」と呼ぶ。

## 書誌情報
- カラスマタスク 『ノー・ガンズ・ライフ』 集英社〈ヤングジャンプ・コミックス・ウルトラ〉、全13巻
  1. 2015年2月24日発行（2月19日発売[集 1]）、ISBN 978-4-08-890124-4
  2. 2015年8月24日発行（8月19日発売[集 2]）、ISBN 978-4-08-890246-3
  3. 2016年3月23日発行（3月18日発売[集 3]）、ISBN 978-4-08-890402-3
  4. 2016年11月23日発行（11月18日発売[集 4]）、ISBN 978-4-08-890551-8
  5. 2017年5月24日発行（5月19日発売[集 5]）、ISBN 978-4-08-890649-2
  6. 2018年1月24日発行（1月19日発売[集 6]）、ISBN 978-4-08-890845-8
  7. 2018年8月22日発行（8月17日発売[集 7]）、ISBN 978-4-08-891089-5
  8. 2019年3月24日発行（3月19日発売[集 8]）、ISBN 978-4-08-891221-9
  9. 2019年9月24日発行（9月19日発売[集 9]）、ISBN 978-4-08-891373-5
  10. 2020年3月24日発行（3月19日発売[集 10]）、ISBN 978-4-08-891513-5
  11. 2020年9月23日発行（9月18日発売[集 11]）、ISBN 978-4-08-891684-2
  12. 2021年4月24日発行（4月19日発売[集 12]）、ISBN 978-4-08-891785-6
  13. 2021年12月22日発行（12月17日発売[集 13]）、ISBN 978-4-08-892172-3

## テレビアニメ
TBSテレビ『アニメリコ』枠ほかにて、第1期は2019年10月から12月まで放送された。第2期は同枠ほかにて2020年4月より放送予定だったが、新型コロナウイルスの影響により放送が延期され、同年7月から9月まで放送された。

### スタッフ
- 原作 - カラスマタスク[14]
- 監督 - 伊藤尚往[14]
- シリーズ構成・脚本 - 菅原雪絵[14]
- キャラクターデザイン・総作画監督 - 筱雅律[14]
- メカニックデザイン - 出雲重機[14]
- プロップデザイン - 竹内杏子[14]
- 色彩設計 - 堀川佳典[14]
- 映像演出・VFXスーパーバイザー - 加藤道哉[14]
- CG監督 - 設楽友久[14]（第1期）
- 撮影監督 - 川下裕樹、井関大智[14]（撮影協力：コミックス・ウェーブ・フィルム）
- 編集 - 木村佳史子[14]
- 音響監督 - 郷文裕貴[14]
- 音楽 - 川井憲次[14]
- 音楽プロデューサー - 小倉充俊
- 音楽制作 - グッドスマイルフィルム[14]
- チーフプロデューサー - 山崎史紀、大澤信博（第1期）
- プロデューサー - 山中隆弘、田中潤一朗、菊地洋平、大和田智之、福良啓、礒谷徳知、吉田勇樹、畠山拓郎
- アニメーションプロデューサー - 橋本健太郎
- プロデュース - EGG FIRM[14]
- アニメーション制作 - マッドハウス[14]
- 製作 - NGL PROJECT（博報堂DYミュージック&ピクチャーズ、TBSテレビ、ソニー・ピクチャーズ エンタテインメント、BS11、グッドスマイルフィルム、AT-X、マッドハウス、EGG FIRM）[14]

### 主題歌
「MOTOR CITY」
浅井健一の作詞・作曲・編曲・歌による第1期オープニングテーマ。
「Game Over」
DATSの作曲・編曲・歌による第1期エンディングテーマ。作詞はWataru Sugimoto、TITAN。
「Chaos Drifters」
澤野弘之のボーカルプロジェクト「SawanoHiroyuki[nZk]」による第2期オープニングテーマ。作曲・編曲は澤野、作詞およびゲストボーカルはMAN WITH A MISSIONのJean-Ken Johnny。
「new world」
THIS IS JAPANの編曲・歌による第2期エンディングテーマ。作詞はかわむら、作曲は杉森ジャックと小山祐樹とかわむら。

### 各話リスト
| 話数   | サブタイトル       | 絵コンテ          | 演出              | 作画監督                                                                     | 初放送日        |       |       |       |       |       |       |       |       |       |       |       |       |       |       |       |       |       |       |       |
| 第1期  | 第1期              | 第1期             | 第1期             | 第1期                                                                        | 第1期           | 第1期 | 第1期 | 第1期 | 第1期 | 第1期 | 第1期 | 第1期 | 第1期 | 第1期 | 第1期 | 第1期 | 第1期 | 第1期 | 第1期 | 第1期 | 第1期 | 第1期 | 第1期 | 第1期 |
| ------ | ------------------ | ----------------- | ----------------- | ---------------------------------------------------------------------------- | --------------- | ----- | ----- | ----- | ----- | ----- | ----- | ----- | ----- | ----- | ----- | ----- | ----- | ----- | ----- | ----- | ----- | ----- | ----- | ----- |
| 第1話  | 暴走拡張者         | 伊藤尚往          | 松村政輝          | 宮前真一                                                                     | 2019年 10月11日 |       |       |       |       |       |       |       |       |       |       |       |       |       |       |       |       |       |       |       |
| 第2話  | 拡張体遠隔操作装置 | 伊藤尚往          | 中西伸彰          | 細山正樹 陳亮                                                                | 10月18日        |       |       |       |       |       |       |       |       |       |       |       |       |       |       |       |       |       |       |       |
| 第3話  | 操り人形           | 川尻善昭          | 小畑賢            | 小畑賢                                                                       | 10月25日        |       |       |       |       |       |       |       |       |       |       |       |       |       |       |       |       |       |       |       |
| 第4話  | 引き金             | 川尻善昭          | 殿勝秀樹          | 中村佑美子                                                                   | 11月1日         |       |       |       |       |       |       |       |       |       |       |       |       |       |       |       |       |       |       |       |
| 第5話  | 拡張者対策局       | 伊藤尚往          | 松原聡            | 土屋圭                                                                       | 11月8日         |       |       |       |       |       |       |       |       |       |       |       |       |       |       |       |       |       |       |       |
| 第6話  | 英雄               | 松村政輝          | まつもとよしひさ  | 陳亮 徐承慧                                                                  | 11月15日        |       |       |       |       |       |       |       |       |       |       |       |       |       |       |       |       |       |       |       |
| 第7話  | 過熱               | 伊藤尚往          | 中西伸彰          | 細山正樹 陳亮 藤田真弓 金璐浩 永田文宏                                       | 11月22日        |       |       |       |       |       |       |       |       |       |       |       |       |       |       |       |       |       |       |       |
| 第8話  | 遺志               | 伊藤尚往          | 渕上真            | 宮前真一 Woo Jin-woo                                                         | 11月29日        |       |       |       |       |       |       |       |       |       |       |       |       |       |       |       |       |       |       |       |
| 第9話  | 残響               | 殿勝秀樹          | 佃泰佑            | 小畑賢 西出彩華 橋本明日美 服部ますみ 小林優子                               | 12月6日         |       |       |       |       |       |       |       |       |       |       |       |       |       |       |       |       |       |       |       |
| 第10話 | 幻肢               | 殿勝秀樹          | 殿勝秀樹          | 中村佑美子 今村大樹 hwang young-sik ha hyeng-ook gang chi-geoun              | 12月13日        |       |       |       |       |       |       |       |       |       |       |       |       |       |       |       |       |       |       |       |
| 第11話 | 所有者             | 松村政輝          | 中西伸彰          | 細山正樹 陳亮 徐承慧                                                         | 12月20日        |       |       |       |       |       |       |       |       |       |       |       |       |       |       |       |       |       |       |       |
| 第12話 | 亡霊               | 松村政輝          | 松原聡            | 土屋圭 西川千尋 yu seung hee lee gwan woo kim yun jung jo eun kyung          | 12月27日        |       |       |       |       |       |       |       |       |       |       |       |       |       |       |       |       |       |       |       |
| 第2期  |                    |                   |                   |                                                                              |                 |       |       |       |       |       |       |       |       |       |       |       |       |       |       |       |       |       |       |       |
| 第13話 | 転換点             | 川尻善昭          | まつもとよしひさ  | 海保仁美 上野沙弥佳 金璐浩 永田文宏 宮野健 畠山元 山﨑輝彦 細山正樹 陳亮     | 2020年 7月10日  |       |       |       |       |       |       |       |       |       |       |       |       |       |       |       |       |       |       |       |
| 第14話 | 依頼人             | 川尻善昭          | 渕上真            | 宮前真一 Kim Eun-seon Lee Bu-hui                                             | 7月17日         |       |       |       |       |       |       |       |       |       |       |       |       |       |       |       |       |       |       |       |
| 第15話 | 居場所             | 小島正士          | 細川ヒデキ        | Yu Seung Hee lee Kawan Woo Park Myong Hwan Kim Yun Jung                      | 7月24日         |       |       |       |       |       |       |       |       |       |       |       |       |       |       |       |       |       |       |       |
| 第16話 | 技師               | 小島正士 松原聡   | 殿勝秀樹          | 今村大樹 Woo Jin-woo Kim Eun-sun Ryu Seung-cheol                             | 7月31日         |       |       |       |       |       |       |       |       |       |       |       |       |       |       |       |       |       |       |       |
| 第17話 | 貴腐               | 國行由里江        | 中西伸彰          | 菊池政芳 藤田真弓 山崎輝彦 永田文宏 宮野健 畠山元                            | 8月7日          |       |       |       |       |       |       |       |       |       |       |       |       |       |       |       |       |       |       |       |
| 第18話 | 罪跡               | 川尻善昭          | 松原聡            | 中村佑美子 Kim Eun-sun Woo Jin-woo Jang Gil-yong                             | 8月14日         |       |       |       |       |       |       |       |       |       |       |       |       |       |       |       |       |       |       |       |
| 第19話 | 瘢痕               | 川尻善昭          | まつもとよしひさ  | 海保仁美 上野沙弥佳 永田文宏                                                 | 8月21日         |       |       |       |       |       |       |       |       |       |       |       |       |       |       |       |       |       |       |       |
| 第20話 | 絵空事             | 渕上真            | 渕上真            | 西川千尋 宮前真一                                                            | 8月28日         |       |       |       |       |       |       |       |       |       |       |       |       |       |       |       |       |       |       |       |
| 第21話 | 変質               | 渕上真            | 細川ヒデキ        | Kim Eun-sun Yu Seung-hee Kim Yun-jung Lee Gwan-woo Woo Gueum-yung Lee bu-hee | 9月4日          |       |       |       |       |       |       |       |       |       |       |       |       |       |       |       |       |       |       |       |
| 第22話 | 枷鎖               | 川尻善昭          | 渕上真            | 菊池政芳 宮野健 畠山元 永田文宏                                              | 9月11日         |       |       |       |       |       |       |       |       |       |       |       |       |       |       |       |       |       |       |       |
| 第23話 | 引き金（再）       | 伊藤尚往          | 殿勝秀樹 伊藤尚往 | 今村大樹 中村佑美子                                                          | 9月18日         |       |       |       |       |       |       |       |       |       |       |       |       |       |       |       |       |       |       |       |
| 第24話 | 冀う               | 松村政輝 伊藤尚往 | 松原聡            | 宮野真一 西川千尋 松本まみ子                                                 | 9月25日         |       |       |       |       |       |       |       |       |       |       |       |       |       |       |       |       |       |       |       |

### 放送局
| 放送期間                      | 放送時間                     | 放送局       | 対象地域   | 備考                                      |
| ----------------------------- | ---------------------------- | ------------ | ---------- | ----------------------------------------- |
| 2019年10月11日 - 12月27日     | 金曜 1:28 - 1:58（木曜深夜） | TBSテレビ    | 関東広域圏 | 製作参加 / 字幕放送 / 『アニメリコ』第1部 |
|                               | 金曜 21:00 - 21:30           | AT-X         | 日本全域   | 製作参加 / CS放送 / リピート放送あり      |
| 2019年10月12日 - 12月28日     | 土曜 0:00 - 0:30（金曜深夜） | KBS京都      | 京都府     |                                           |
|                               |                              | サンテレビ   | 兵庫県     |                                           |
| 2019年10月14日 - 12月30日     | 月曜 1:00 - 1:30（日曜深夜） | BS11         | 日本全域   | 製作参加 / BS放送 / 『ANIME+』枠          |
| 2019年11月13日 - 2020年2月5日 | 水曜 1:00 - 1:30（火曜深夜） | テレビ神奈川 | 神奈川県   | 神奈川県内では実質再放送                  |

| 放送期間                | 放送時間                     | 放送局       | 対象地域   | 備考                                            |
| ----------------------- | ---------------------------- | ------------ | ---------- | ----------------------------------------------- |
| 2020年7月10日 - 9月25日 | 金曜 1:28 - 1:58（木曜深夜） | TBSテレビ    | 関東広域圏 | 製作参加 / 『アニメリコ』第1部                  |
|                         | 金曜 22:30 - 23:00           | AT-X         | 日本全域   | 製作参加 / CS放送 / リピート放送あり / 字幕放送 |
| 2020年7月11日 - 9月26日 | 土曜 0:00 - 0:30（金曜深夜） | KBS京都      | 京都府     |                                                 |
|                         |                              | サンテレビ   | 兵庫県     |                                                 |
| 2020年7月13日 - 9月28日 | 月曜 1:00 - 1:30（日曜深夜） | BS11         | 日本全域   | 製作参加 / BS放送 / 『ANIME+』枠                |
| 2020年8月4日 - 10月20日 | 火曜 1:54 - 2:21（月曜深夜） | 長崎文化放送 | 長崎県     | 『あに。』枠                                    |

インターネットでは、FODより独占配信される。

### BD / DVD
| 巻 | 発売日         | 収録話          | 規格品番  | 規格品番  |
| 巻 | 発売日         | 収録話          | BD        | DVD       |
| -- | -------------- | --------------- | --------- | --------- |
| 1  | 2020年2月26日  | 第1話 - 第6話   | BPBQ-1233 | BPDQ-1234 |
| 2  | 2020年4月22日  | 第7話 - 第12話  | BPBQ-1235 | BPDQ-1236 |
| 3  | 2020年9月30日  | 第13話 - 第18話 | BPBQ-1237 | BPDQ-1238 |
| 4  | 2020年10月28日 | 第19話 - 第24話 | BPBQ-1239 | BPDQ-1240 |

| TBSテレビ アニメリコ 第1部                   | TBSテレビ アニメリコ 第1部                                              | TBSテレビ アニメリコ 第1部                                                                                     |
| 前番組                                       | 番組名                                                                  | 次番組 |
| -------------------------------------------- | ----------------------------------------------------------------------- | --- |
| まちカドまぞく （第1期）                     | ノー・ガンズ・ライフ （第1期）                                          | 推しが武道館いってくれたら死ぬ                                                                                 |
| 推しが武道館いってくれたら死ぬ               | ノー・ガンズ・ライフ （第1期・再放送） ↓ ノー・ガンズ・ライフ （第2期） | アサルトリリィ BOUQUET                                                                                         |
| BS11 ANIME+ 月曜 1:00 - 1:30（日曜深夜）枠   |                                                                         | |
| グリザイア：ファントムトリガー THE Animation | ノー・ガンズ・ライフ （第1期）                                          | Z/X Code reunion                                                                                               |
| Z/X Code reunion                             | ノー・ガンズ・ライフ （第1期・再放送） ↓ ノー・ガンズ・ライフ （第2期） | 秘密結社 鷹の爪〜ゴールデン・スペル〜 （1:00 - 1:15）ギリシャ神話劇場 神々と人々の日々 （再放送・1:15 - 1:30） |

### 関連番組
乾十三役の諏訪部順一がMCを務めるトーク番組『諏訪部順一のとびだせ!!のみ仲間』とのコラボレーションとして、『とびだせ!!のーがんず仲間』が2019年12月29日にAT-Xにて放送された。諏訪部が本作のキャストと共に東京都内の酒場でトークを展開する。ゲストは山下大輝（荒吐鉄朗役）、沼倉愛美（メアリー・シュタインベルグ役）、日笠陽子（オリビエ・ファンデベルメ役）。